# Сканцорошате
Сканцороша̀те (на италиански: Scanzorosciate; на ломбардски: Scans, Сканс) е град и община в Северна Италия, провинция Бергамо, регион Ломбардия. Разположен е на 297 m надморска височина. Населението на общината е 10 031 души (към 2018 г.).
Сканзорошате граничи със следните общини: Ченате Сопра, Ченате Сото, Горле, Нембро, Педренго, Прадалунга, Раника, Сан Паоло д'Аргон, Торе де' Ровери, Вила ди Серио.